# Sebastián Teysera
Sebastián Teysera Curbelo (Montevideo, 3 de junio de 1973) es un músico, cantante y compositor de rock uruguayo. Es conocido por ser líder de la banda de rock uruguaya La Vela Puerca. Ha oficiado además como productor en algunas bandas de su país.

## Biografía
Nació el 3 de junio de 1973 en Montevideo. Tiene 2 hermanos, una hermana mayor y uno menor, Martín, quién ha incursionado en la música. Su padre, Carlos, abogado, le enseñó a tocar la guitarra. Estudió primaria y secundaria, hasta cuarto año, en el colegio Saint Catherine, luego en el Instituto Americano. Realizó un curso de hostelería en Uruguay, tras lo cual trabajó en un hotel de Chile, como recepcionista. A su regreso comenzaría su periplo en el mundo de la música.
De adolescente jugó al fútbol en Adic, la liga interliceal en Uruguay. A la vez, entrenaba en las categorías inferiores de Miramar Misiones, equipo de fútbol de Montevideo durante un breve tiempo. Antes de La Vela Puerca, tocó la guitarra en una banda llamada Tranvía 35.
Es padrino del futbolista uruguayo del Panathinaikos F. C., Facundo Pellistri.

## La Vela Puerca
En la tarde del 24 de diciembre de 1995, fundó La Vela Puerca junto a sus amigos, realizando el primer toque de la banda al costado del bar El Tigre en el barrio de Pocitos, Montevideo. En los comienzos, Teysera tocaba la batería y era el vocalista. Posteriormente, se dedicaría a ser cantante; la batería pasó a manos de Lucas de Azevedo, relevado en 2004, por Pepe Canedo, ex Peyote Asesino. Con su banda ha editado siete álbumes de estudio y tres DVD.
Teysera se reconoce admirador de Extremoduro, Bob Dylan, Alfredo Zitarrosa, La Polla Records, The Clash, The Ramones, The Jam, entre otros, además de haberse inspirado de joven en bandas como Mano Negra y La Abuela Coca.[cita requerida]
Reside en Playa Hermosa, Piriápolis, departamento de Maldonado. Es aficionado a coleccionar vinilos.

## Discografía

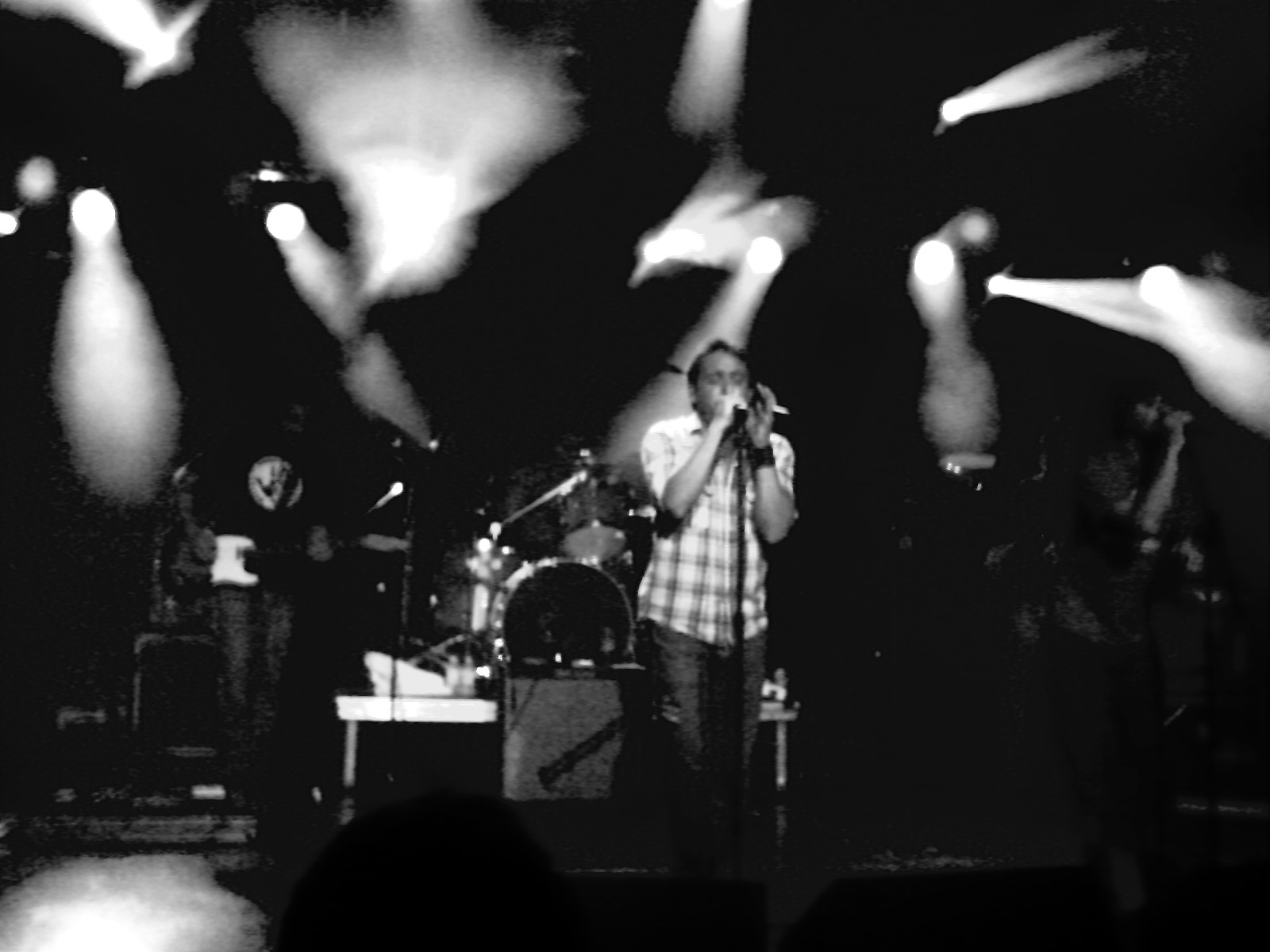
Sebastián en la sala Razzmatazz de Barcelona en abril de 2008.

### Álbumes de estudio
- 1998: Deskarado
- 2001: De bichos y flores
- 2004: A contraluz
- 2007: El impulso
- 2011: Piel y hueso
- 2014: Érase...
- 2018: Destilar
- 2022: Discopático

### Singles & EP
- 2013: Pasaje salvo

### Álbumes en vivo
- 2009: Normalmente anormal
- 2014: Uno para todos
- 2017: 20 años: Festejar para sobrevivir

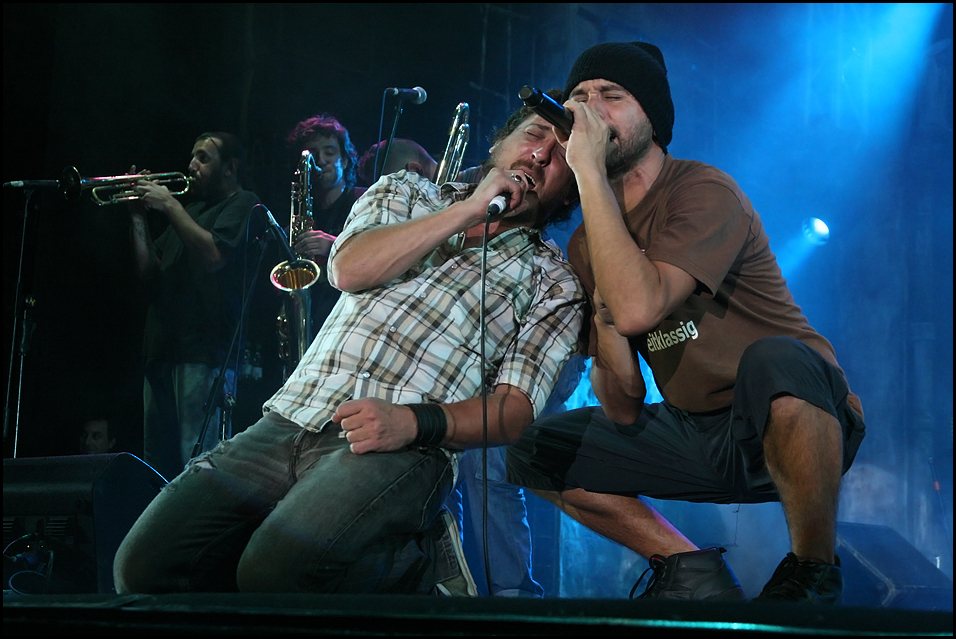
Teysera durante un recital de La Vela Puerca en 2008.